# Ranguelmo
Ranguelmo (del mapudungún: rangil ‘en la mitad’) es una localidad ubicada en la comuna de Coelemu, Provincia de Itata, Región de Ñuble en Chile. El pueblo posee una población de 1.035 habitantes según el censo del año 2017, lo que la convierte en la segunda localidad más poblada de la comuna. Cuenta con una población principalmente ligada a la actividad forestal.
Con un pasado ferroviario maderero, la construcción del ramal Rucapequén-Coelemu-Concepción adquirió mucha notoriedad. Se constituye en punto de envío de los productos del Valle de Guarilihue y localidades interiores que originalmente transportaban sus productos a través de caravanas de carretas, siendo asaltados en distintos puntos de los pedregosos e intransitables caminos huellas. El ferrocarril se constituyó en la solución óptima y transformó el desarrollo, la forma de vida y consolidó esta comunidad ubicada a 16 km del área urbana comunal. Cuenta hoy con elementos urbanísticos de servicio que permiten las comodidades y atenciones propias para una población que dependió de la Empresa Maderera Vigo y hoy es absorbida por empresas como Forestal León y Forestal Leonera.